# Steve Hrymnak
Steve Hrymnak (né le 3 mars 1926 à Port Arthur, dans la province de l'Ontario, au Canada - mort le 23 novembre 2015 à Thunder Bay au Canada) est un joueur professionnel canadien de hockey sur glace qui évoluait au poste de défenseur.

## Biographie
Hrymnak joue l'essentiel de sa carrière dans la Ligue américaine de hockey et la Western Hockey League, ligues qui accueillent les clubs-écoles de la Ligue nationale de hockey. Dans la LNH, il joue 18 matches de saison régulière avec les Black Hawks de Chicago et deux matches de séries avec les Red Wings de Détroit.

## Statistiques
| Saison     | Équipe                    | Ligue      |                            | Saison régulière           | Saison régulière           | Saison régulière           | Saison régulière           | Saison régulière           |                            | Séries éliminatoires       | Séries éliminatoires       | Séries éliminatoires       | Séries éliminatoires | Séries éliminatoires |
| Saison     | Équipe                    | Ligue      | PJ                         | B                          | A                          | Pts                        | Pun                        | PJ                         | B                          | A                          | Pts                        | Pun                        |                      |                      |
| 1942-1943  | Flyers de Port Arthur     | TBJHL      | 9                          | 8                          | 3                          | 11                         | 8                          | 5                          | 0                          | 0                          | 0                          | 10                         |                      |                      |
| 1943-1944  | Flyers de Port Arthur     | TBJHL      | 10                         | 0                          | 5                          | 5                          | 19                         | 6                          | 3                          | 4                          | 7                          | 4                          |                      |                      |
| 1945-1946  | Flyers de Port Arthur     | TBJHL      | 4                          | 5                          | 4                          | 9                          | 4                          | 10                         | 6                          | 7                          | 13                         | 14                         |                      |                      |
| 1946-1947  | Rovers de New York        | EHL        | 53                         | 0                          | 7                          | 7                          | 52                         | 7                          | 0                          | 0                          | 0                          | 7                          |                      |                      |
| 1947-1948  | Ramblers de New Haven     | LAH        | 39                         | 10                         | 4                          | 14                         | 28                         | 4                          | 0                          | 1                          | 1                          | 4                          |                      |                      |
| 1948-1949  | Ramblers de New Haven     | LAH        | 55                         | 10                         | 11                         | 21                         | 28                         | -                          | -                          | -                          | -                          | -                          |                      |                      |
| 1949-1950  | Ramblers de New Haven     | LAH        | 70                         | 13                         | 17                         | 30                         | 28                         | -                          | -                          | -                          | -                          | -                          |                      |                      |
| 1950-1951  | Flyers de Saint-Louis     | LAH        | 57                         | 11                         | 11                         | 22                         | 32                         | -                          | -                          | -                          | -                          | -                          |                      |                      |
| 1951-1952  | Flyers de Saint-Louis     | LAH        | 48                         | 14                         | 36                         | 50                         | 19                         | -                          | -                          | -                          | -                          | -                          |                      |                      |
| 1951-1952  | Black Hawks de Chicago    | LNH        | 18                         | 2                          | 1                          | 3                          | 4                          | -                          | -                          | -                          | -                          | -                          |                      |                      |
| 1952-1953  | Flyers de Saint-Louis     | LAH        | 64                         | 14                         | 27                         | 41                         | 31                         | -                          | -                          | -                          | -                          | -                          |                      |                      |
| 1952-1953  | Red Wings de Détroit      | LNH        | -                          | -                          | -                          | -                          | -                          | 2                          | 0                          | 0                          | 0                          | 0                          |                      |                      |
| 1953-1954  | Flyers d'Edmonton         | WHL        | 69                         | 13                         | 17                         | 30                         | 41                         | 13                         | 3                          | 4                          | 7                          | 5                          |                      |                      |
| 1954-1955  | Flyers d'Edmonton         | WHL        | 69                         | 8                          | 22                         | 30                         | 26                         | 9                          | 2                          | 0                          | 2                          | 20                         |                      |                      |
| 1955-1956  | Flyers d'Edmonton         | WHL        | 69                         | 8                          | 17                         | 25                         | 26                         | 3                          | 0                          | 0                          | 0                          | 0                          |                      |                      |
| 1956-1957  | Royals de New Westminster | WHL        | 52                         | 6                          | 13                         | 19                         | 34                         | -                          | -                          | -                          | -                          | -                          |                      |                      |
| 1957-1958  | Royals de New Westminster | WHL        | 48                         | 9                          | 18                         | 27                         | 36                         | 4                          | 0                          | 1                          | 1                          | 6                          |                      |                      |
| 1959-1960  | Flyers de Port Arthur     | TBSHL      | 7                          | 0                          | 3                          | 3                          | 6                          | Statistiques indisponibles | Statistiques indisponibles | Statistiques indisponibles | Statistiques indisponibles | Statistiques indisponibles |                      |                      |
| 1960-1961  | Flyers de Port Arthur     | TBSHL      | 4                          | 1                          | 2                          | 3                          | 4                          | Statistiques indisponibles | Statistiques indisponibles | Statistiques indisponibles | Statistiques indisponibles | Statistiques indisponibles |                      |                      |
| 1961-1962  | Flyers de Port Arthur     | TBSHL      | Statistiques indisponibles | Statistiques indisponibles | Statistiques indisponibles | Statistiques indisponibles | Statistiques indisponibles | Statistiques indisponibles | Statistiques indisponibles | Statistiques indisponibles | Statistiques indisponibles | Statistiques indisponibles |                      |                      |
| 1962-1963  | Flyers de Port Arthur     | TBSHL      | Statistiques indisponibles | Statistiques indisponibles | Statistiques indisponibles | Statistiques indisponibles | Statistiques indisponibles | Statistiques indisponibles | Statistiques indisponibles | Statistiques indisponibles | Statistiques indisponibles | Statistiques indisponibles |                      |                      |
| 1963-1964  | Flyers de Port Arthur     | TBSHL      | Statistiques indisponibles | Statistiques indisponibles | Statistiques indisponibles | Statistiques indisponibles | Statistiques indisponibles | Statistiques indisponibles | Statistiques indisponibles | Statistiques indisponibles | Statistiques indisponibles | Statistiques indisponibles |                      |                      |
| 1964-1965  | Flyers de Port Arthur     | TBSHL      | 10                         | 0                          | 1                          | 1                          | 22                         | -                          | -                          | -                          | -                          | -                          |                      |                      |
| Totaux LNH | Totaux LNH                | Totaux LNH | 18                         | 2                          | 1                          | 3                          | 4                          | 2                          | 0                          | 0                          | 0                          | 0                          |                      |                      |